# 安徳台遺跡
安徳台遺跡（あんとくだいいせき）は、福岡県那珂川市にある弥生時代の遺跡。国指定史跡。
北部九州のクニであったとされる奴国の首長の集落であった可能性が指摘されている。